# Maison du Prince Noir
La maison du Prince Noir est une maison située à Dinard en France.

## Localisation
La maison est située au 70 bis, avenue George-V, dans la commune de Dinard, dans le département français d'Ille-et-Vilaine.

## Historique
La maison date du XIVe siècle. Ses façades sont inscrites au titre des monuments historiques en 1926.